# رمز الحرب الأهلية
رموز الحرب الأهلية هي عملات معدنية رمزية سكت وتوزعت بشكل خاص في الولايات المتحدة بين عامي 1861 و1864. استخدمت بشكل رئيسي في الشمال الشرقي والغرب الأوسط. كان الاستخدام الواسع النطاق للرموز نتيجة لندرة السنتات التي أصدرتها الحكومة أثناء الحرب الأهلية.
أصبحت رموز الحرب الأهلية غير قانونية بعد أن أقر الكونغرس الأمريكي قانونًا في 22 أبريل 1864، يحظر إصدار أي عملات معدنية أو رموز أو أجهزة بقيمة سنت واحد أو سنتين لاستخدامها كعملة. في 8 يونيو 1864، صدر قانون إضافي يحظر جميع العملات الخاصة.
تنقسم رموز الحرب الأهلية إلى ثلاثة أنواع: بطاقات المتجر، والرموز الوطنية، ورموز التاجر. استخدمت الأنواع الثلاثة كعملة، ويميز بينها من خلال تصميماتها. تحدد القيمة القابلة للتحصيل للرموز في المقام الأول من خلال حالتها وندرتها.

## التاريخ
بحلول عام 1862، وهو العام الثاني من الحرب الأهلية، بدأت العملات المعدنية التي تصدرها الحكومة تختفي من التداول. قام المواطنون الأمريكيون بتخزين جميع العملات المعدنية بالذهب والفضة، وفي نهاية المطاف بدأوا في تخزين سنتات النحاس والنيكل أيضًا. وهذا جعل من الصعب للغاية على الشركات إجراء المعاملات. وردًا على ذلك، لجأ العديد من التجار إلى مؤسسات سك العملة الخاصة لملء الفراغ الذي خلفته العملات المعدنية المكدسة. ظهرت أولى هذه الرموز المميزة التي سكت بشكل خاص في خريف عام 1862، بواسطة HA Ratterman، في سينسيناتي، أوهايو. وتبع ذلك إصدارات نيويورك في ربيع عام 1863، أولاً مع رموز بطاقات متجر العملة Lindenmueller التي أصدرها صاحب متجر مدينة نيويورك جوستافوس ليندنمولر، ثم مع رموز عملة Knickerbocker الوطنية التي أصدرها ويليام إتش بريدجينز. يُقدَّر أنه بحلول عام 1864، كان هناك 25 مليون رمز من رموز الحرب الأهلية (يمكن استبدالها كلها تقريبًا بسنت واحد) قيد التداول، وتتكون من حوالي 7000 إلى 8000 نوع.

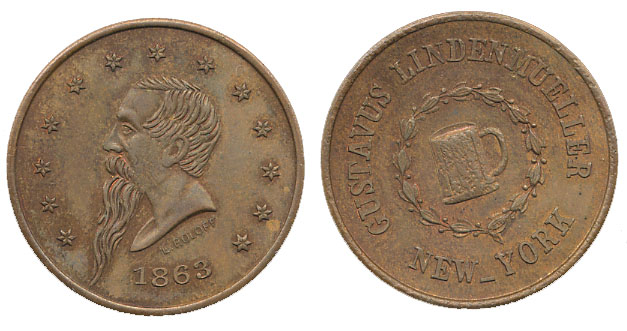
رمز ليندنمولر، 1863

تُعد رموز Lindenmueller واحدة من أكثر أنواع العملات شهرةً واستخدامًا. وقد عملت هذه العملات كبطاقات متجر (إعلانات) لليندنمولر، وقد قام بطبع أكثر من مليون من هذه العملات ذات السنت الواحد ووضعها في التداول في عام 1863. كان أحد الاستخدامات الشائعة للرمز هو أجرة الترام. طلبت شركة السكك الحديدية Third Avenue في نيويورك، التي قبلت طواعية كمية كبيرة من رموز Lindenmueller بدلاً من العملة الفعلية، من Lindenmueller استردادها. رفض ذلك، ولم يكن أمام شركة السكك الحديدية أي سبيل قانوني. وقد أدت مثل هذه الحوادث في نهاية المطاف إلى إجبار الحكومة على التدخل.

### التدخل الحكومي
في 22 أبريل 1864، أصدر الكونغرس قانون سك العملة لعام 1864. في حين أن هذا القانون يُذكر بشكل رئيسي بسبب إدخال عبارة "نحن نثق في الله" على القطعة النقدية الجديدة التي تبلغ قيمتها سنتين، فإنه أنهى أيضًا بشكل فعال استخدام رموز الحرب الأهلية. بالإضافة إلى السماح بسك العملة المعدنية من فئة سنتين، غيّر القانون تركيب العملة المعدنية من فئة سنت واحد من سبيكة نحاس ونيكل (تزن 4.67 أونصة سائلة). جرام) إلى قطعة أخف وزنًا وأقل سمكًا تتكون من 95% من النحاس (يبلغ وزنها 3.11 جرام). كانت القطعة النقدية الجديدة ذات السنت الواحد أقرب في الوزن إلى عملات الحرب الأهلية، وحظيت بقبول أكبر بين عامة الناس.
في حين أن قانون سك العملات جعل رموز الحرب الأهلية غير عملية، فقد تعاملوا في مسألة قانونيتها في 8 يونيو 1864، عندما أصدر الكونغرس العنوان 18 من كود الولايات المتحدة المادة 486 بشأن العملات المعدنية.العنوان 18 من كود الولايات المتحدة المادة 486، الذي جعل سك واستخدام العملات المعدنية غير الصادرة عن الحكومة يعاقب عليها بغرامة تصل إلى 2000 دولار أو بالسجن لمدة تصل إلى خمس سنوات، أو كليهما. (يتناول الفصل 25 من العنوان 18 على وجه التحديد التزوير والتزييف). لم يجعل امتلاك رموز الحرب الأهلية أمرًا غير قانوني. هناك أدلة تشير إلى أن هذه الرموز كانت تعتبر من المقتنيات منذ عام 1863، عندما نُشرت القوائم الأولى المعروفة لرموز الحرب الأهلية.

## الأنواع
لقد قام فولد بتصنيف رموز الحرب الأهلية على نطاق واسع وكان ترقيمه للأنواع هو المعيار.

### الرموز الوطنية

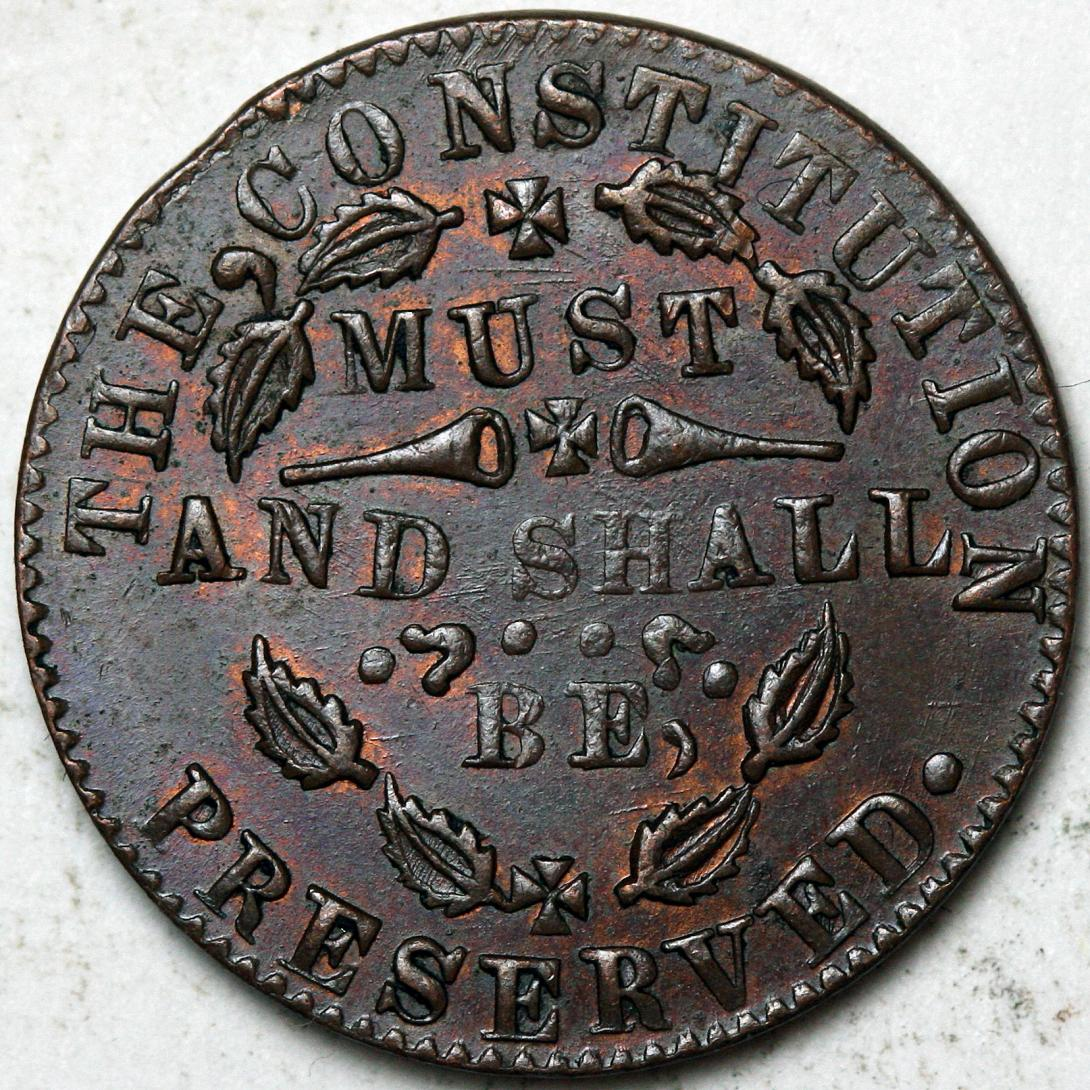
رمز وطني يحمل على ظهره: "يجب الحفاظ على الدستور وسيحافظ عليه".

عادةً ما تعرض رموز الحرب الأهلية الوطنية شعارًا أو صورة وطنية على جانب واحد أو كلا الجانبين. وبما أن غالبية هذه الرموز سكت في ولايات الاتحاد، فإن الشعارات والصور كانت مؤيدة للاتحاد بشكل واضح. بعض الأمثلة الشائعة للشعارات الموجودة على الرموز الوطنية هي "يجب الحفاظ على الاتحاد"، "الاتحاد إلى الأبد"، و"المجد القديم". كانت بعض الصور الموجودة على الرموز الوطنية هي علم الولايات المتحدة، ومدفع من القرن التاسع عشر، والسفينة الحربية يو إس إس مونيتور.
من أشهر أنواع الرموز الوطنية ما يُسمى بـ"رموز ديكس". سُميت هذه الرموز نسبةً إلى جون آدامز ديكس، الذي شغل منصب وزير الخزانة عام 1861. في رسالة من ديكس إلى قائد قاطع الإيرادات، الملازم كالدويل، أمر كالدويل بإعفاء قائد قاطع آخر من قيادته لرفضه أمر النقل من نيو أورليانز إلى مدينة نيويورك. تنتهي الرسالة بالجملة التالية: "إذا حاول أي شخص إنزال العلم الأمريكي، فأطلقوا النار عليه فورًا". انتشر هذا الاقتباس في عدد من الرموز الوطنية، وإن كان بصيغة معدلة قليلاً (عادةً ما تُستبدل كلمة "إنزال" بكلمة "هدمه").

### بطاقات المتجر

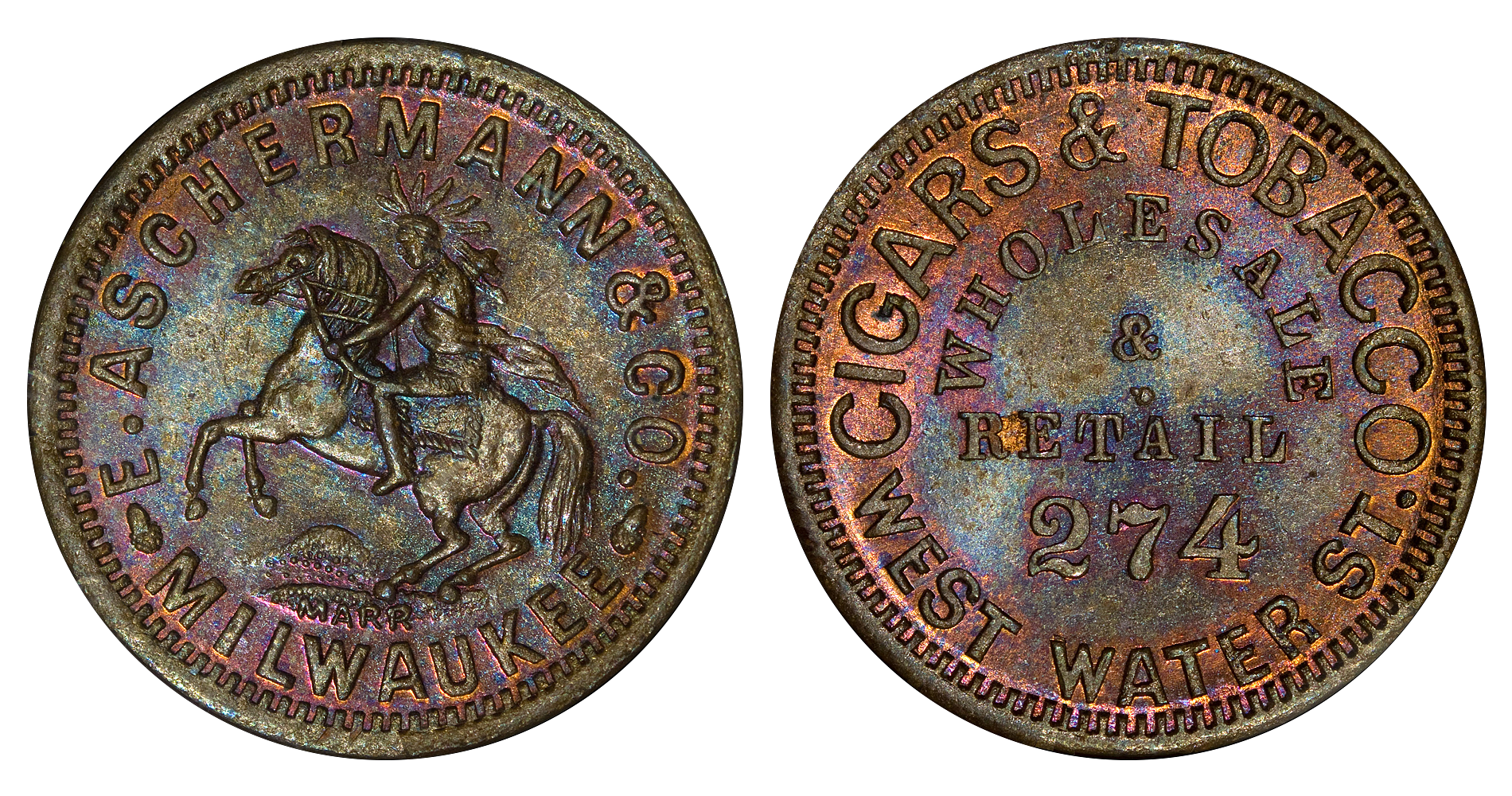
بطاقة متجر أشرمان للحرب الأهلية عام 1863، WI510A-1a

أعلنت بطاقات المتاجر في فترة الحرب الأهلية عن اسم و/أو موقع الشركات المملوكة للقطاع الخاص. كانت الشركات التي استطاعت تحمل التكاليف تمتلك قالبين مخصصين صنعوهما، وكلاهما للإعلان عن الشركة. بخلاف ذلك، عرضت معلومات العمل على جانب واحد فقط.

### رموز سوتلر
تعتبر رموز Sutler مشابهة لبطاقات المتجر. ومع ذلك، بدلاً من إدراج اسم شركة خاصة، حملت هذه الرموز اسم وحدة عسكرية معينة (عادةً فوج) واسم التاجر الذي أجرى المعاملات مع الفوج. من بين الأنواع الثلاثة من رموز الحرب الأهلية، تعتبر رموز سوتلر هي الأندر على الإطلاق.

## الجمع
هناك العديد من العوامل التي تحدد القيمة القابلة للتحصيل لرموز الحرب الأهلية بما في ذلك الحالة والندرة. تقاس الندرة على مقياس من 1 إلى 10 (1 هو النوع الأكثر شيوعًا). تطور المقياس من قبل تاجر العملات والكاتب الشهير جورج فولد.
يمكن أن تؤثر المواد المستخدمة في سك رموز الحرب الأهلية أيضًا على قابلية جمعها. سكت رموز الحرب الأهلية باستخدام مجموعة متنوعة من المواد، وكان النحاس هو الخيار الشائع (غالبًا البرونز في الواقع). وكانت المواد الأخرى المستخدمة في سك العملة هي النيكل والقصدير والفضة الألمانية والمعادن البيضاء والفضة. ومن المعروف أيضًا وجود أمثلة على الرموز التي سكت باستخدام المطاط.

### مقياس ندرة فولد
- R-1: أكبر من 5000
- R-2: بين 2000 و5000
- R-3: بين 500 و2000
- R-4: بين 200 و500
- R-5: بين 76 و200
- R-6: بين 21 و 75
- R-7: بين 11 و 20
- R-8: بين 5 و10
- R-9: بين 2 و 4
- R-10: فريد (مثال معروف واحد)

#### جمعية رمز الحرب الأهلية
في عام 1967، تأسست جمعية رموز الحرب الأهلية على يد مجموعة من هواة جمع العملات بهدف "تحفيز الاهتمام والبحث في مجال جمع رموز الحرب الأهلية". تنشر الجمعية مجلة فصلية بعنوان "علم العملات في عصر الحرب الأهلية" (المعروفة سابقًا باسم "مجلة رموز الحرب الأهلية")، وتدير مكتبة، وتقيم مزادات بريدية فصلية.

## الملاحظات والمراجع
1. ↑  Yeoman, R.S., A Guide Book of United States Coins (2004 edition), Whitman Publishing, 2003. (ردمك 1-58238-199-2)
2. ↑  George and Melvin Fuld, U.S. Civil War Store Cards, Quarterman Publishing, Inc., 1975. (ردمك 0-88000-135-6)
3. ↑  Tebben, Gerald. "An overview of Civil War Tokens" نسخة محفوظة June 27, 2006, على موقع واي باك مشين., Columbus, O., Civil War Tokens. Retrieved June 26, 2006.
4. ↑  "Indian Head Bronze Cents 1864-1909" نسخة محفوظة 2006-06-16 على موقع واي باك مشين.. www.coinresource.com. Retrieved on June 23, 2006.
5. 1 2 3  George and Melvin Fuld, U.S. Civil War Store Cards, Quarterman Publishing, Inc., 1975. (ردمك 0-88000-135-6)ISBN 0-88000-135-6
6. ↑  "1863 Token F-136/397a Copper Union Must Be Preserved Patriotic, BN (Regular Strike)". pcgs.com. Collectors Universe, Inc. مؤرشف من الأصل في 2024-01-06. اطلع عليه بتاريخ 2024-01-06.
7. ↑  "1863 Token F-176/271b GW-640 Brass Equestrian - Union Forever (Regular Strike)". pcgs.com. Collectors Universe, Inc. مؤرشف من الأصل في 2024-01-06. اطلع عليه بتاريخ 2024-01-06.
8. ↑  Farr, Arthur W. March 1999. "More on the . Retrieved July 1, 2006 نسخة محفوظة May 8, 2006, على موقع واي باك مشين.
9. ↑  "Dix Token". americanhistory.si.edu. مؤرشف من الأصل في 2024-07-07. اطلع عليه بتاريخ 2023-12-19.
10. ↑  Gelbwasser، Michael. "Not just a token hobby". thesunchronicle.com. The Sun Chronicle. مؤرشف من الأصل في 2023-12-19. اطلع عليه بتاريخ 2023-12-19.
11. ↑  "Historic Civil War Tokens from the NGC-certified Partrick Collection in Heritage Auctions Sale". ngccoin.com. Numismatic Guaranty Company. مؤرشف من الأصل في 2025-04-23. اطلع عليه بتاريخ 2023-12-24.
12. ↑  Bulfinch، Chris. "DID YOU KNOW THAT CIVIL WAR SUTLERS ISSUED TOKENS AND SCRIP NOTES?". stacksbowers.com. Stack’s Bowers Numismatics, LLC. مؤرشف من الأصل في 2025-04-14. اطلع عليه بتاريخ 2023-12-24.
13. ↑  "CWTS-About". cwtsociety.com. مؤرشف من الأصل في 2025-04-25. اطلع عليه بتاريخ 2023-09-29.

## روابط خارجية
- جمعية رمز الحرب الأهلية
- رمز سوتلر للحرب الأهلية من GW Forbes نسخة محفوظة 2014-06-10 على موقع واي باك مشين.
- رموز الحرب الأهلية - بطاقات المتجر (رابط معطل اعتبارًا من ديسمبر 2013)
- عملات سوتلر النادرة من الحرب الأهلية، نسخة محفوظة 2014-05-03 على موقع واي باك مشين. مؤسسة شابيل للمخطوطات
- موارد رمز الحرب الأهلية
- صور عالية الدقة لأنواع رموز الحرب الأهلية